# Cách ngôn
Cách ngôn hay châm ngôn là một cách biểu lộ ngắn gọn của một quy tắc hoặc nguyên tắc đạo đức cơ bản. Cách ngôn thường mang tính giáo dục và thúc đẩy các hành động cụ thể.

## Luận thuyết đạo đức
Theo triết thuyết của Kant, cách ngôn được hiểu là nguyên tắc hành động chủ quan. Nó được coi là một phần của quá trình suy nghĩ của một cá nhân cho mọi hành động hợp lý.

## Quan điểm cá nhân
Theo Michael Polanyi, "cách ngôn là các quy tắc, ứng dụng chính xác mà ở đó nó là một phần của nghệ thuật lãnh đạo... Cách ngôn chỉ có thể hoạt động trong một khung kiến thức cá nhân (hay còn gọi là kinh nghiệm)".